# Kamov Ka-135
Ka-135 là loại máy bay trực thăng không người lái tầm gần thử nghiệm của Nga ra mắt trong Hội thảo kỹ thuật công nghệ quốc tế năm 2010 tại Zhukovsky, nó được giới thiệu dưới dạng mô hình lần đầu năm 2009. Đây là loại máy bay không người lái đa chức năng dùng cả hai mục đích dân sự và quân sự với các trang bị nền tảng gắn vào theo kiểu khối tùy vào nhiệm vụ mà nó được dùng vào như giám sát môi trường, tuần tra an ninh trên không, vận chuyển hàng hóa, theo dõi sinh thái, khí tượng, cung cấp thông tin liên lạc với các khu vực khó tiếp cận...
Ka-135 sử dụng hai cánh quạt đồng trục với động cơ kiểu pít tông, trọng lượng tổng thể là 300 kg có khả năng hoạt động trong phạm vi 100 km, mang 100 kg tải trọng và đạt tốc độ tối đa là 180 km/h. Dự tính loại máy bay này sẽ hoàn tất việc phát triển năm 2015.